# Carol of the Bells (The Bird and the Bee)
Albums de The Bird and the Bee
One Too Many Hearts
(janvier 2007) Ray Guns Are Not Just The Future
(14 février 2008)
Carol of the Bells est une reprise de la chanson Chtchedryk composée par  Mykola Dmytrovych Leontovych par le groupe The Bird and the Bee. 
Originellement, une petite chorale chante en chœur l'œuvre à la manière d'un ostinato. Le duo californien modifie légèrement la structure de la chanson et utilise à foison le synthétiseur, donnant à la reprise un son electro-pop.
Carol of the Bells sort pour les fêtes de Noël (tout comme le titre 12 Days to Christmas en 2008 ) et apparait dans l'album Stockings By the Fire du label Starbucks' Hear Music aux côtés d'Ella Fitzgerald, de Ray Charles et de Frank Sinatra.

## Liste des morceaux
1. Carol of the Bells – 2:40